# Ернст Рьом
Ернст Юлиус Рьом (на немски: Ernst Julius Röhm) е един от лидерите на националсоциалистите и ръководител на щурмоваците СА.
През 1908 година става офицер. По време на Първата световна война служи на Западния фронт, където е ранен и награден с Железен кръст.
Запознава се с Адолф Хитлер в началото на 1919 година и става един от първите членове на НСГРП. Организатор е на първите щурмови отряди. На 1 април 1931 година е назначен за началник-щаб на СА.
През 1934 година СА става огромна сила, като по това време в нея членуват 3 милиона души. През пролетта на 1934 година част от нейните членове започват да негодуват срещу решенията на оглавяваната от Хитлер нова германска управа. Едни от най-отявлените изказвания прави Рьом, заявявайки открито, че армията (Райхсвер) трябва да бъде закрита и превърната в школа за обучение, а нейното място да бъде заето от „революционна милиция“, ръководена от СА. С тази своя позиция Рьом влиза в конфликт с Хитлер, който използва това като повод за разправа с противниците си в Нощта на дългите ножове в края на юни и началото на юли 1934 година.
Хитлер обвинява Рьом и други от лидерите на СА в опит за преврат и лично го арестува. На следващия ден (2 юли), Рьом е разстрелян от щурмбанфюрера от СС Михаел Липерт, след като отказва да се самоубие.

## Ранен живот и кариера

### Живот до края на ПСВ
Ернст Рьом е роден в Мюнхен и има по-големи сестра и брат. Майка му е Емили Рьом, а баща му – Юлиус Рьом, който работи за железниците и е описван като „строг“. Въпреки че семейството не е имало военна традиция, Рьом влиза в баварския 10-и пехотен полк „Prinz Ludwig“ на Германската империя в Инголщат като кадет на 23 юли 1906 г. Изготвен е на 12 март 1908 г. При избухването на Първата световна война през август 1914 г. е адютант на 1-ви батальон на 10-и пехотен полк „König“. През следващия месец той е сериозно ранен в лицето на бойното поле в Лотарингия и остава белязан до края на дните си. Той е повишен в старши лейтенант (Oberleutnant) през април 1915 г. По време на нападение срещу укреплението при Тиамонт, Вердюн, на 23 юни 1916 г. отново е ранен, но този път в гърдите и прекарва остатъка от войната във Франция и Румъния като щабен офицер. Награден е с Железен кръст първа степен на 20 юни 1916 г., и е повишен в капитан (Hauptmann) през април 1917 г. През октомври 1918 г., като част от Щаба на Gardekorps, се заразява със смъртоносния испански грип и не се очаква да оживее, но оцелява и се възстановява след продължителен период.

### Влизане в НСДАП
След германската капитулация на 11 ноември 1918 г., която слага край на войната, Рьом продължава военната си кариера като адютант в Райхсвера. Той е един от старшите членове на Bayerisches Freikorps für den Grenzschutz Ost („Баварски свободен корпус за източен граничния патрул“) на полковник фон Епп, оформен в Ohrdruf през април 1919 г. Корпусът спомага за унищожението на създадената Баварска съветска република на 3 май 1919 г. През 1919 г. Рьом се присъединява към Германската работническата партия (DAP), която през следващата година (на 24 февруари 1920 г.) става Националсоциалистическата германска работническа партия (NSDAP). Скоро се запознава с Адолф Хитлер, и те стават политически съюзници и близки приятели. Начело е на Reichskriegsflagge запасна войска по времето на Бирения пуч и заема Министерството на войната за шестнадесет часа.
След неуспешния Бирен пуч от 9 ноември 1923 г. (в който даже загиват няколко от участниците и Адолф Хитлер ги споменава в предговора на „Моята борба“), Рьом, Хитлер, генерал Ерих Лудендорф, подполковник Крибел и шест други са съдени през февруари 1924 г. за държавна измяна. Рьом е признат за виновен и осъден на една година и три месеца затвор, но присъдата му по-късно става условна и е освободен от отговорност. Рьом подава оставка от Райхсвера през ноември 1923 г. по време на престоя си като затворник в затвора Щаделхайм. Хитлер също е признат за виновен и осъден на пет години лишаване от свобода, но ще служи само на девет месеца и тогава пише „Моята борба“ (Mein Kampf).
През април 1924 г., Рьом е в Райхстага за völkisch (расово-национален) Националсоциалистическа свободна партия (NSFP). Той направи само една реч, призовавайки Крибел да бъде пуснат от затвора в Ландсберг. Местата, спечелени от неговата партия, са много по-малко в декемврийски избори на 1924 г. и името му беше твърде надолу в списъците, че да се върне в Райхстага. Докато Хитлер е в затвора, Рьом помага за създаването на Frontbann като юридическо алтернатива на тогавашния извън закона СА(SA). В затвора Ландсберг през април 1924 г., Рьом е дадена власт от Хитлер да възстанови СА, както намери за добре. Когато през април 1925 г. Хитлер и Лудендорф не се съгласяват с предложенията му – интегриране на 30 000-членния Frontbann в SA, Рьом подава оставка от всички политически движения и военни бригади на 1 май 1925 г. търси уединение от обществения живот. През 1928 г. той приема пост в Боливия като съветник на боливийската армия, където е получава чин подполковник и работи след аклиматизация от шест месеца и езикови уроци. След бунта в Боливия от 1930 г., Рьом е бил принуден да потърси убежище в посолството на Германия. След резултатите от септемврийските избори в Германия, Рьом получава телефонно обаждане от Хитлер, в което последният му казва: „Имам нужда от теб“, и Рьом се връща в Германия.

## Лидер на СА

### Завръщане в Германия
През септември 1930 г., като следствие на бунта на Щенес в Берлин, Хитлер става висшия командващ на СА като Оберстер СА-Фюрер. Той лично отправя искане до Рьом, молейки го да се върне, за да служи като началник на Генералния щаб на СА. Рьом приема предложението, и започва новата си задача на 5 януари 1931 г. Внася радикални нови идеи в SA и назначава няколко близки приятели на висшето ръководство. По-рано, формациите SA са подчинени на ръководството на нацистката партия на всяка провинция Gau. Рьом създава новигрупи (Gruppen) който не е имал регионален надзор от нацистката партия. Всяка група е с обхват няколко региона и е командвана от СА-Групенфюрер, който отговоря само на Рьом или Хитлер.
СА по това време има над един милион членове, ако сравним с Райхсвера, който е до 100 000 по Версайския договор, то СА е над 10 пъти по-многобройна организация. Традиционната ѝ функция – ескорт на лидера на партията, е била предадена на СС (SS), но тя продължила уличните битки с „червените“ и евреите. За СА нападнат или плашат всекиго, когото смятат за враждебно настроен към нацисткия дневен ред, включително и неотзивчиви редактори, преподаватели, политици, други местни чиновници и бизнесмени.
Под ръководството на Рьом, СА също често взима страната на работниците в стачки и други трудови спорове, атакува работещите по време на стачка. Сплашването от страна на СА допринася за възхода на нацистите и насилственото потискане на десните партии по време на предизборни кампании, но имат репутация за уличното насилие и прекалената консумация на алкохол, а Рьом и други лидери SA (напр. неговия заместник Едмунд Хайнес) са открити хомосексуалисти, турските бани не били рядко срещани при членовете на СА. Един американски журналист по-късно пише: "[Рьомовите] началници, мъже от ранга на Gruppenfuehrer или Obergruppenfuehrer, командващи единици от няколкостотин хиляди щурмоваци, са почти без изключение хомосексуалисти." През 1931 г. Münchener Post, Социалдемократически вестник, публикувани писма от Рьом към приятел, обсъждащи хомосексуалните му дела. Всичко това допринася за отрицателните мнения за СА.
Хитлер е знаел за хомосексуалността Рьом. В този момент те са толкова близки, че помежду си се обръщат с du (немската формата на „ти“). Рьом е единственият нацистки лидер, който се осмелява да се отправи към Хитлер с първото му име – Адолф или с прякора му „Ади“, вместо с „mein Führer.“ Никой друг топ нацистки лидер няма тази привилегия. Тясно сътрудничество води до слухове, че самият Хитлер е бил хомосексуалист.
Когато Хитлер стига до националната власт с назначаването му за канцлер на 30 януари 1933 г., членовете СА са назначени като допълнителни полицаи и маршируват в правителствени учреждения, принуждават служители да се откажат от своята власт и да я дадат на нацистите.

### Втората революция
Рьом и СА се самооценяват като авангард на „Националсоциалистическата революция.“ След канцлерското място на Хитлер, те очакват радикални промени в Германия, включително власт и награди, без да подозират, че като канцлер на Хитлер вече не са необходими. Независимо от това, Хитлер поставя Рьом като министър без портфейл на 1 декември.
Заедно с Грегор и Ото Щрасер, Йозеф Гьобелс, Готфрид Федер, и Валтер Даре, Рьом е виден член на радикалната фракция на партията. Тази група поставя акцент върху думите „социалистически“ и „работници“ в името на партията, което ги поставя идеологически по-близо до комунистите. Те до голяма степен отхвърлят капитализма (който те свързват с евреи) и настояват за национализация на големите индустриални фирми, разширяване на работническия контрол, конфискация и преразпределение на имотите на старата аристокрация, и социално равенство. Рьом говори за „втора революция“ срещу Reaktion (националсоциалистическия етикет за консерваторите).
Всичко, което е заплаха за бизнес общността като цяло, както и за корпоративните финансови поддръжници на Хитлер по-специално, в това число много германски индустриални лидери (които се надяват да извлекат огромни печалби от идещото нацисткото военно производство), така че Хитлер бързо ги уверява, че няма да има „втора революция.“ Много щурмоваци са от работническата класа и очакват радикална програма. Те са разочаровани от липсата на социалистическата посока на новия режим и неговата липса на пищното покровителство, което очаквали. Освен това, Рьом и неговите колеги в СА смятат силилите си за ядрото на бъдещата немската армия като замяна на Райхсвера, доказаните професионалист и офицерите. В този момент СА наброява до над три милиона мъже. Въпреки че Рьом е бил член на офицерския корпус на Райхсвера, той ги разглежда като „старчоци“, на им които липсва „революционен дух“. Той вярвал, че Райхсвера трябва да се слее с СА, за да образуват истинска „армия“ под негово командване. На заседание на кабинета февруари 1934 г., Рьом желае да се направи обединяването под негово ръководство и да бъде обявен за Министър на отбраната.
Това ужасява армията, с нейните традиции, датиращи от Фридрих Велики. Армейските офицери смятат СА за „недисциплинирана тълпа“ на „свадливи“ улични бойци, а също така е засегната от широко разпространен „корумпиран морал“ в редиците си. Доклади на огромен запас от оръжия в ръцете на членовете СА водят до допълнителна загриженост от страна на ръководството на Райхсвера. Не е изненадващо, че всички офицери са против Рьомовото предложение. Те смятат, че дисциплината и честта ще изчезнат ако СА придобие контрол, но Рьом и СА не желаят да оттеглят предложението. Военните и президентът Хинденбург притискат Хитлер да се справи с проблемните „кафяви“, защото те са част от неговите редици. Ако не се ли случи, то Хитлер би загубил позицията си на канцлер (която се бори да получи над десетилетие).
През февруари 1934 г., Хитлер споделя с британски дипломат Антъни Идън плана си за намаляване на СА с две трети. Същия месец, Хитлер обявява, че СА ще остане само с няколко незначителни военни функции. Рьом отговоря с оплаквания, и започва да разширява въоръжените елементи на СА. Спекулациите, че СА планира или заплашва с преврат срещу Хитлер, стават широко разпространени в Берлин. През март Рьом предлага компромис, в който „само“ няколко хиляди СА лидери ще се вземат в армията. Армията, разбира се, незабавно отхвърля и тази идея.
На 11 април 1934 г. Хитлер се среща с германски военни лидери на Дойчланд на кораба. По това време, той знае, че Хинденбург вероятно ще умре преди края на годината. Хитлер информира армия за влошаващото се състояние на Хинденбург и предлага Райхсвера го подкрепят за приемник на Хинденбург. В замяна на това той предлага да намали СА, да потисне амбициите на Рьом и да гарантира Райхсвера като единствена военна сила на Германия. Според Уилям Шайрър, Хитлер също обещава разширение на армията и флота.
Въпреки това, както Райхсвера така и консервативната бизнес общност продължават да се оплакват на Хинденбург за СА. В началото на юни, министърът на отбраната Вернер фон Бломберг дава ултиматум на Хитлер от Хинденбург – освен ако Хитлер не предприеме незабавни мерки за прекратяване на нарастващото напрежение в Германия, Хинденбург ще декларира военно положение и да ще даде контрола на армията. Знаейки, че такава стъпка завинаги може да го лиши от власт, Хитлер решава да извърши пакт с Райхсвера за потискане на СА. Това означава конфронтация с Рьом. Според на Хитлер, армията е готова да се подчини и това оставя СА като единствена оставаща централизирана власт в Германия, която е независима от неговата националсоциалистическата държава. Бломберг поставя свастиката за емблема на армията през февруари, и завършва практика на предпочитание на армията за „старата армия“ и спомага за допускането на нови служители с изискване за „съзвучие с новото правителство.“

## Смърт
Въпреки Хитлеровото решение да ограничи властта на СА, Хитлер отлага премахването дългогодишния си другар до самия край. Политическата борба в партията нараства, включвайки и най-близките до Хитлер, дори пруския премиер Херман Гьоринг, министъра на пропагандата Йозеф Гьобелс и Райхсфюрер-СС Хайнрих Химлер, които се позиционират срещу Рьом. За да се изолира последния, на 20 април 1934 г. (на 45-ия рожден ден на Хитлер) Гьоринг предава контрола над пруската политическата полиция Гестапо на Химлер, на който смята, че може да се разчита да действа срещу Рьом. Химлер, Райнхард Хайдрих и Гьоринг използват публикуваната антихитлеристката реторика на Рьом в подкрепа на твърдението, че СА планират заговор за сваляне на Хитлер. Химлер и неговият заместник Хайдрих, който е началник на СС службата за сигурност (Sicherheitsdienst или SD), изграждат досие от изфабрикувани доказателства, които предполагат, че на Рьом били платени дванадесет милиона марки от Франция за свалянето на Хитлер. Водещи офицери показват фалшифицирани доказателства на 24 юни, че Рьом планира да използва СА да започне заговор срещу правителството – така наречения Рьом пуч (Röhm-Putsch).
Докладите за заплахата на СА са предадени на Хитлер, който усеща, че е време да се действа. В същото време, Гьоринг, Химлер, Хайдрих и Виктор Лутце изготвят списъци на хора в и извън СА, които следва да бъдат убити. Химлер и Хайдрих издават заповедите на СС, а Йозеф Дитрих представя на офицерите предполагаемия списък за екзекуции на лица от СА.
В същото време, Рьом и няколко от другарите му са на почивка в хотел Ханзелбауер в Бад Висзе. На 28 юни, Хитлер се обажда Рьом и го моли да се съберат всички лидери СА в Бад Висзе на 30 юни за конференция. Рьом се съгласява, очевидно нищо неподозиращ.
Нощта на дългите ножове започва два дни по-късно. На разсъмване на 30 юни, Хитлер отлита от Мюнхен и за Бад Висзе, където той лично арестува Рьом и другите лидери, които са изпратени до затвора Щаделхайм в Мюнхен. От 30 юни до 2 юли 1934 г. се прочиства цялото ръководство на СА, заедно с много други политически противници на нацистите. Има митове, че Хитлер арестува Рьом, докато е в кревата с друг мъж и се отвратил от това, но те не са доказани. Вероятно е объркване с Едмунд Хайнес, при чиито арест същия ден се случило подобно нещо.
Хитлер се колебае относно разрешаване на екзекуцията на Рьом и му дава възможност за самоубийство. На 1 юли, СС-Бригадефюрер Теодор Айке (тогава комендант на концлагера Дахау) и СС-Оберщурмбанфюрер Михаел Липерт влизат в килията, слагат пистолет на масата и казват на Рьом, че има десет минути, за да го използва, след което тръгват. Той отказа, заявявайки: „Ако ще бъда убит, нека Адолф го направи сам.“ След като не чуват нищо през предвидените десет минути, Айке и Липерт се завръщат в килията на Рьом и го намират застанал с голи гърди напред в предизвикателен жест, при което Липерт го застрелва в гърдите от упор. Куршумът удря Рьом в сърцето, убивайки го почти мигновено. Има сведения, че последните му думи били „O, Hitler, mein Führer, mein Führer!“. Погребан е във Вестфридхоф („Западно гробище“) в Мюнхен.
Чистката на СА е легализирана на следващия ден с указ на: Закона за предприемане на мерки за държавна самоотбрана. Дотогава не е публично свързан с бунта на СА, а само са представени генерализирани позовавания на нарушение, перверзия и някакъв заговор.
Джон Толанд отбелязва, че Хитлер отдавна е бил наясно, че Рьом и неговите сътрудници са хомосексуалисти. В тяхна защита, Хитлер заявява, че „СА са група воини, а не морална институция“. В реч на 13 юли, Хитлер намеква за хомосексуалността на Рьом, но обяснява чистката главно като защита срещу измяна.
Няколко дни по-късно, версията за бунт на СА е публикувана и става официалната причина за цялата тази вълна от арести и екзекуции. Наистина, тази бунт е именуван „Рьом пуч“ от германските историци, въпреки че след Втората световна война, обикновено е квалифициран като „предполагаемия Рьом пуч“ или известен като „Нощта на дългите ножове“.
В опит да изтрие Рьом от германската история, всички известни копия на пропагандния филм от 1933 г. „Победата на вярата“ (Der Sieg des Glaubens), в който се поява Рьом, е заповядано през 1934 г. да бъдат унищожени. „Победата на вярата“ дълго се смята за изгубен, докато не е намерен един негов екземпляр във Великобритания през 1990-те години. Във филма от 1935 г. „Триумф на волята“ (Triumph des Willens), произведен през 1934 г., се показва новата нацистката йерархия – СС като главна униформена паравоенна група на нацистите с Виктор Лутце като далеч не толкова влиятелен ръководител на СА.